# Fast N' Loud
Fast N' Loud (El Duo Mecánico en Latinoamérica) es un programa de televisión transmitido por Discovery Channel o Discovery Max. Los personajes principales del programa son Richard Rawlings, dueño del taller, y su mecánico Aaron Kauffman Tiene su taller, llamado Gas Monkey Garage, en Dallas, Texas y busca negociar por el precio de los vehículos para luego restaurarlos, venderlos y ganar algún beneficio
Fast N' Loud es producido para Discovery por Pilgrim Studios, mientras que Craig Piligian y Eddie Rohwedder son los productores ejecutivos.

## Listado de series
|  | 1 | 14  | 6 de junio de 2012      | 10 de diciembre de 2012 |
|  | 2 | 7   | 18 de febrero de 2013   | 1 de abril de 2013      |
|  | 3 | 8   | 10 de junio de 2013     | 29 de julio de 2013     |
|  | 4 | TBA | 2 de septiembre de 2013 | TBA                     |

## Temporada 1
La primera temporada comenzó el 6 de junio de 2012 y terminó el 10 de diciembre de 2012 con un total de 14 episodios. La primera temporada fue filmada en Reeder Road en Dallas, en un edificio rentado de la tienda Phipps Auto, que también fue presentado en el show. El equipo de Gas Monkey trabajó en la trastienda, mientras Rawlings trajo Corvettes, Cadillacs y otros vehículos que iban a ser "ventas rápidas" a Dewaine Phipps para conseguir que vuelva a funcionar. Gas Monkey también tenía una relación comercial con Sue Martin, una inmigrante taiwanés. KC Mathieu, un amigo de mucho tiempo de Kaufman y propietario de KC's Paint Shop, es parte del equipo como pintor para Gas Monkey Garage. Otro miembro muy destacado del equipo durante la primera temporada fue Scot McMillan, Jr, de Scot Rods Garage, que dejó al final de la primera temporada para trabajar en su propio taller. Durante la primera temporada, Rawlings también contrató a una asistente de oficina llamada Christie Brimberry, que hace varias apariciones en la serie.
| N. (serie) | N. (temp.) | Título                                  | Estreno                  |
| --- | ---------- | --------------------------------------- | ------------------------ |
| 1 | 1          | «Model A Madness»                       | 6 de junio de 2012       |
| - Richard y Aaron encuentran el hot rod de sus sueños: un Ford A de 1931. Como los costos aumentan, Richard ve a hacer algo de dinero rápido comprando un Buick Riviera de 1963 de la película "Drive Angry" y un Chevrolet 210 de 1953.                                              |            |                                         |                          |
| 2 | 2          | «Awesome Aussies & Olds»                | 13 de junio de 2012      |
| - Richard y Aaron encuentran un Chevrolet Bel Air de 1955 y un Oldsmobile Coupé Rocket 88 de 1950, que había sido perfectamente conservado en un garaje durante más de 50 años. Además tienen 48 horas para arreglar un destartalado Caddy convertible de 1977 para dos australianos. |            |                                         |                          |
| 3 | 3          | «Monkey Business Dragster»              | 20 de junio de 2012      |
| - Richard y Aaron se tropiezan con un diamante en bruto: un Gasser de 1960 que Richard lo quiere para competición. Compran un reluciente Pontiac de 1932 en una subasta. Además un Cadillac Sedan de Ville de 1960 que está maldiciendo el garaje.                                    |            |                                         |                          |
| 4 | 4          | «Double-Trouble Galaxy»                 | 27 de junio de 2012      |
| - Richard y Aaron intentan conseguir un reemplazo de Galaxie de 1964 listo para subasta. Los chicos se vuelven creativos para obtener un Ford F1 de 1949 de un camión transportador de coches.                                                                                        |            |                                         |                          |
| 5 | 5          | «Low-Riding Lincoln»                    | 11 de julio de 2012      |
| - Richard y Aaron compran un Lincoln Continental Mark III de 1970, una camioneta Ford F250 de 1968 y un hot rod de 1970 con un misterioso pasado. |            |                                         |                          |
| 6 | 6          | «Frankensteined Ford»                   | 18 de julio de 2012      |
| - El equipo de Gas Monkey construye a 'Frankenstein', una camioneta Ford F100 del 1968 mezclando dos vehículos que no deben ir juntos. Richard vuelve a vivir su juventud con un Trans Am Firebird de 1977.                                                                           |            |                                         |                          |
| 7 | 7          | «Amazing Impala»                        | 3 de septiembre de 2012  |
| - Un Impala de 1964 que ha sido enterrado en desechos es traído de vuelta a la vida. Un camión de bomberos Bruco de 1951. Un Cadillac Coupé de Ville de 1955. |            |                                         |                          |
| 8 | 8          | «48 Chevy Fleet»                        | 10 de septiembre de 2012 |
| - Richard, Aaron y los de Gas Monkey tratan de "hermosear" un Chevy Fleetmaster de 1948. Richard obtiene ganancias y conocimientos con un Corvette 1974. Se complica la compra el Chevy y un Caddy de 1963 en una subasta de Oklahoma.                                                |            |                                         |                          |
| 9 | 9          | «Ramshackle Rambler»                    | 17 de septiembre de 2012 |
| - Reviviendo un Rambler de 1959 oxidado y lleno de ratas a su antigua gloria. Un Willys Coupé Gasser puede tener una conexión a un legendario equipo de carreras. |            |                                         |                          |
| 10 | 10         | «One-of-a-Kind Woodill»                 | 24 de septiembre de 2012 |
| - El equipo de Gas Monkey maneja un raro, delicado e inflamable Woodill Wildfire con guantes de seda. Richard entra en una carrera de destrucción. |            |                                         |                          |
| 11 | 11         | «Fast & Furious Fairmont»               | 1 de octubre de 2012     |
| - Richard extiende el estilo de Gas Monkey para transformar un Ford Fairmont de 1978 en un coche ligero con gran potencia. Richard restaura un raro Corvette de 1967. |            |                                         |                          |
| 12 | 12         | «Holy Grail Hot Rod»                    | 8 de octubre de 2012     |
| - Richard y Aaron tienen diferentes ideas para un raro Ford 1932 y una camioneta Econoline de 1964. |            |                                         |                          |
| 13 | 13         | «Apache • Road to Chopper Live, Part 1» | 3 de diciembre de 2012   |
| 14 | 14         | «Apache • Road to Chopper Live, Part 2» | 10 de diciembre de 2012  |
| - En este episodio especial de dos partes, Gas Monkey Garage son invitados a construir una moto contra Paul Sénior, Paul Jr. y Jesse James. |            |                                         |                          |

## Temporada 2
La segunda temporada comenzó el 18 de febrero de 2013 y terminó el 1 de abril de 2013. Richard decide dejar el taller de Reeder Road e irse a uno mucho más grande cerca en Merrell Road también en Dallas arrendándolo por 6.500 dólares al mes, donde Gas Monkey puede trabajar en más vehículos a la vez. Contratan una nueva mecánica para ayudar con el trabajo extra, así como un par de personas para ayudar con la compra de piezas y la busca de vehículos para proyectos futuros. El traslado real se llevó a cabo en enero de 2013.
| N. (serie) | N. (temp.) | Título                             | Estreno               |
| --- | ---------- | ---------------------------------- | --------------------- |
| 15 | 1          | «Mashed Up Mustang»                | 18 de febrero de 2013 |
| - El equipo restaura un Ford Mustang convertible de 1967, pintándolo negro, bajándolo, y dándole un nuevo interior. |            |                                    |                       |
| 16 | 2          | «Bad Ass Bronco, Part 1»           | 25 de febrero de 2013 |
| 17 | 3          | «Bad Ass Bronco, Part 2»           | 4 de marzo de 2013    |
| - En este episodio de dos partes, Gas Monkey reconstruye un Ford Bronco de 1976 y lo vende a la dueña de la cadena de restaurantes de Twin Peaks. |            |                                    |                       |
| 18 | 4          | «Far-Out Fairlane»                 | 11 de marzo de 2013   |
| - Richard y Aaron resucitan dos vehículos que compraron en Dallas Can Academy: un Fairlane 1959 y un Bel Air 1954. Richard vende el Galaxie a su amigo sueco, Magnus Einarsson de Lone Star Cars AB, mientras que Phipps pone en marcha el Bel Air y ayuda a venderlo.                                                                               |            |                                    |                       |
| 19 | 5          | «Stung By a '67 Corvette Stingray» | 18 de marzo de 2013   |
| - Richard compra un Dodge Challenger de 1973 y un Stingray de 1967, y mientras estaba en Las Vegas, compra un Messerschmitt de Evel Knievel. |            |                                    |                       |
| 20 | 6          | «Trials of a T-Bird»               | 25 de marzo de 2013   |
| - Mientras que Richard está fuera de la ciudad comprando dos Corvette, uno del 1958 y otro del 1969, Christie Brimberry compra un Thunderbird de 1966 que Richard se olvidó de que había acordado la compra, el equipo lo convierte en un buen negocio. La modelo Alloy Ash hace una aparición en la tienda, mostrando sus habilidades de soldadura. |            |                                    |                       |
| 21 | 7          | «Ferocious Ford and Fast Ferrari»  | 1 de abril de 2013    |
| - El equipo convierte un Ford 1938 infestado de ratas en un fantástico coche reconstruido. Richard compra el Mercedes del jugador de fútbol Emmitt Smith. Richard apuesta en un golpeado Ferrari F40. |            |                                    |                       |

## Temporada 3
| N. (serie) | N. (temp.) | Título                                 | Estreno             |
| --- | ---------- | -------------------------------------- | ------------------- |
| 22 | 1          | «Ferrari Fix, Part 1»                  | 10 de junio de 2013 |
| 23 | 2          | «Ferrari Fix, Part 2»                  | 17 de junio de 2013 |
| - En este episodio de dos partes, Richard y su socio Dennis Collins compran un Ferrari F40 destrozado por $400.000, luego gasta $295.000 para pintarlo de negro y de actualizar su tecnología. Dennis compra el coche terminado para su colección.                       |            |                                        |                     |
| 24 | 3          | «No Bull Bonneville»                   | 24 de junio de 2013 |
| - Richard tiene 72 horas para preparar un Pontiac Bonneville de 1959 para unos australianos, el cual apodaron Keagle (Kangaroo-Eagle). |            |                                        |                     |
| 25 | 4          | «Dodge Hodge Podge, Part 1»            | 1 de julio de 2013  |
| 26 | 5          | «Dodge Hodge Podge, Part 2»            | 8 de julio de 2013  |
| - En este episodio de dos partes, Richard y Aaron compran y reconstruyen una camioneta Dodge Sweptline de 1964. |            |                                        |                     |
| 27 | 6          | «Ford Galaxie, Part 1 • Bikini Contes» | 15 de julio de 2013 |
| 28 | 7          | «Ford Galaxie, Part 2 • Nash Healey»   | 22 de julio de 2013 |
| - En este episodio de dos partes, Richard y Aaron van a Roswell por un Ford Galaxie de 1967, además Richard va a Los Ángeles en busca de más vehículos. El propietario de Twin Peaks Restaurants los invita a Denver, Colorado para ser jueces en un concurso de bikini. |            |                                        |                     |
| 29 | 8          | «Beards, Builds and Beers»             | 29 de julio de 2013 |
| - Richard, Aaron, Sue y el equipo de Gas Monkey celebran el final de la temporada, compartiendo sus momentos favoritos. |            |                                        |                     |

## Temporada 4
| N. (serie) | N. (temp.) | Título                                       | Estreno                  |
| --- | ---------- | -------------------------------------------- | ------------------------ |
| 30 | 1          | «Dale Jr.'s Sick Nomad»                      | 2 de septiembre de 2013  |
| - El equipo reconstruye el Chevrolet Nomad de 1956 de Dale Earnhardt Júnior. Mientras Richard y Aaron viajan al hogar Dale Júnior con el vehículo, el equipo descansa en el calor de Texas. |            |                                              |                          |
| 31 | 2          | «Chopped Cabriolet and 'Vette Rescue»        | 9 de septiembre de 2013  |
| - Una viuda vende su Ford Cabriolet 1932 de su marido. El equipo reconstruye un Corvette 1962. |            |                                              |                          |
| 32 | 3          | «Cool Customline»                            | 16 de septiembre de 2013 |
| - KC actualiza un Ford Customline 1955. George Foreman visita el garaje mientras Richard y Dennis salen a comprar un NashHealey y un Aston Martin de 1938. |            |                                              |                          |
| 33 | 4          | «Killer COPO Camaro»                         | 14 de octubre de 2013    |
| - Richard construye un Camaro COPO mientras que Aaron construye la moto de su sueño. |            |                                              |                          |
| 34 | 5          | «Caddy Rust Bucket • Bel Air Beauty, Part 1» | 21 de octubre de 2013    |
| 35 | 6          | «Caddy Rust Bucket • Bel Air Beauty, Part 2» | 28 de octubre de 2013    |
| - En este episodio de dos partes, Richard gasta $38.500 en un convertible clásico de 1949 y Cadillac Coupé de Ville de 1968, que está tan oxidado que se ve amenazado su ganancia. El equipo luego trata de recuperar sus pérdidas con un Bel Air 1960. |            |                                              |                          |
| 36 | 7          | «Flugtag Flyer • Wicked Wayfarer»            | 4 de noviembre de 2013   |
| - Aaron construye una máquina voladora para el evento Red Bull Flugtag y el equipo lo lanza de un muelle de 30 pies. Mientras tanto, el equipo trae un raro Dodge Wayfarer de 1950 de nuevo a la vida. |            |                                              |                          |
| 37 | 8          | «'71 Cool Kingswood • Retro Replicar»        | 11 de noviembre de 2013  |
| - Aaron y el equipo convierten un Chevrolet Kingswood Station Wagon de 1971 en algo decente. Richard curiosea un MG Replicar de 1980 con un marido reacio a desprenderse de él. |            |                                              |                          |
| 38 | 9          | «Shelby Rent-A-Racer Restore, Part 1»        | 18 de noviembre de 2013  |
| 39 | 10         | «Shelby Rent-A-Racer Restore, Part 2»        | 25 de noviembre de 2013  |
| - El equipo compra un Shelby Mustang de 1968. Richard se sorprende cuando Tom y Jordan compran vehículos de unos turistas. Richard y KC viajan a una guarida secreta para hacer una oferta por un Lotus Cortina y un coche anfibio. Problemas de motor en el Shelby Mustang de 1968. Richard vende el Lotus Cortina 1966 y el auto anfibio por algo de dinero rápido. Un Ford Falcon llega al garaje que sería la guinda del pastel. |            |                                              |                          |
| 40 | 11         | «Gas Monkey Bandit Car, Part 1»              | 2 de diciembre de 2013   |
| 41 | 12         | «Gas Monkey Bandit Car, Part 2»              | 9 de diciembre de 2013   |
| - En este episodio de dos partes, Richard y el equipo actualizan un TransAm 1977 por $70.000 más un potencial bono de $65.000. Se invitan estrellas como Burt Reynolds (El bandido de Smokey and the Bandit) y Paul Williams (Little Enos). Richard corre para entregar el TransAm 1977. |            |                                              |                          |
| 42 | 13         | «Troll’s Choice Rolls-Royce»                 | 27 de enero de 2014      |
| - Cuando Richard "accidentalmente" gasta $92.000 en vehículos en una subasta, su hermana contadora insiste en que venda los cinco vehículos en una semana. Algunos van más fácil y rentable que otros, pero un Rolls Royce extrañamente construido le complica la reparación a Aaron. |            |                                              |                          |

## Temporada 5
Esta temporada, Fast N 'Loud sube a la parte superior de las calificaciones de TV entre los principales datos demográficos.
| No. in serie | No. in temp. | Título                                 | Estreno               | Espectadores (million) |
| --- | ------------ | -------------------------------------- | --------------------- | ---------------------- |
| 52 | 1            | «Chopped and Dropped Model A, Parte 1» | 2014 de agosto del 18 | 2.343                  |
| Aaron y Richard encuentran un Ford Modelo A de 1931 para reparar. Lo que comienza como una simple reparación rápidamente se convierte en una gran máquina de tragar billetes. Con menos de un mes para construir un monstruo cromado de los años 60, pero el plan salvaje de Richard puede ser demasiado. |              |                                        |                       |                        |